# Ла-Шапель (станция метро)
Ла-Шапель (фр. La Chapelle) — станция Линии 2 Парижского метрополитена, расположенная на границе X и XVIII округов Парижа. Названа по бульвару Ла Шапель, являющемуся центром квартала, образовавшегося на месте деревни Ла Шапель (фр.), вошедшей в черту Парижа в 1860 году.

## История
- Станция открыта 31 января 1903 года в составе участка Анвер — Александр Дюма. В 1993 году был сооружён переход на станцию RER «Гар-дю-Нор».
- Пассажиропоток по станции по входу в 2011 году, по данным RATP, составил 6 903 632 человек[2]. В 2013 году этот показатель снизился до 6 503 089 пассажиров (49 место по уровню входного пассажиропотока в Парижском метро)[3]

## Галерея

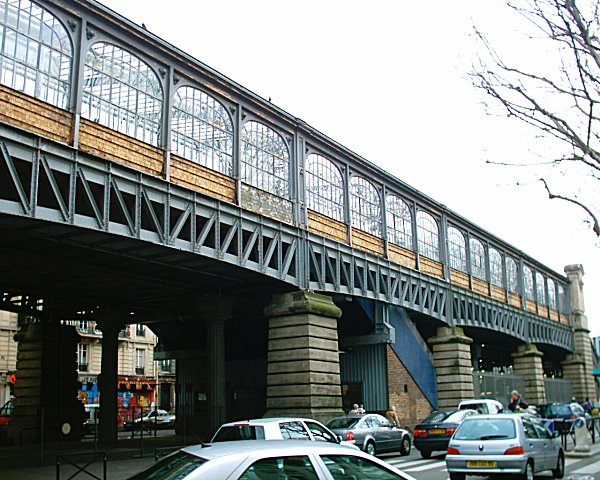
Вид на эстакадную часть
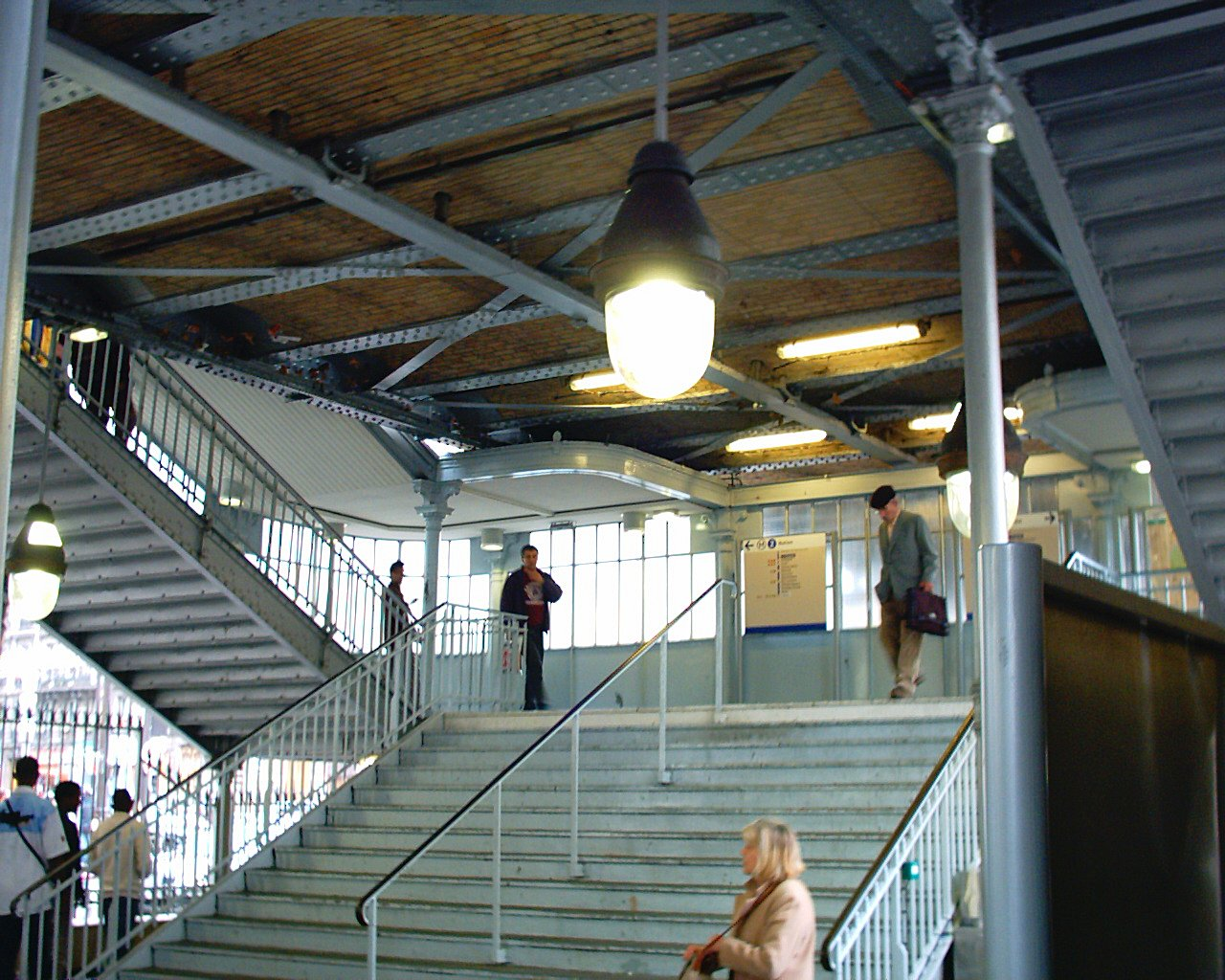
Вход на станцию
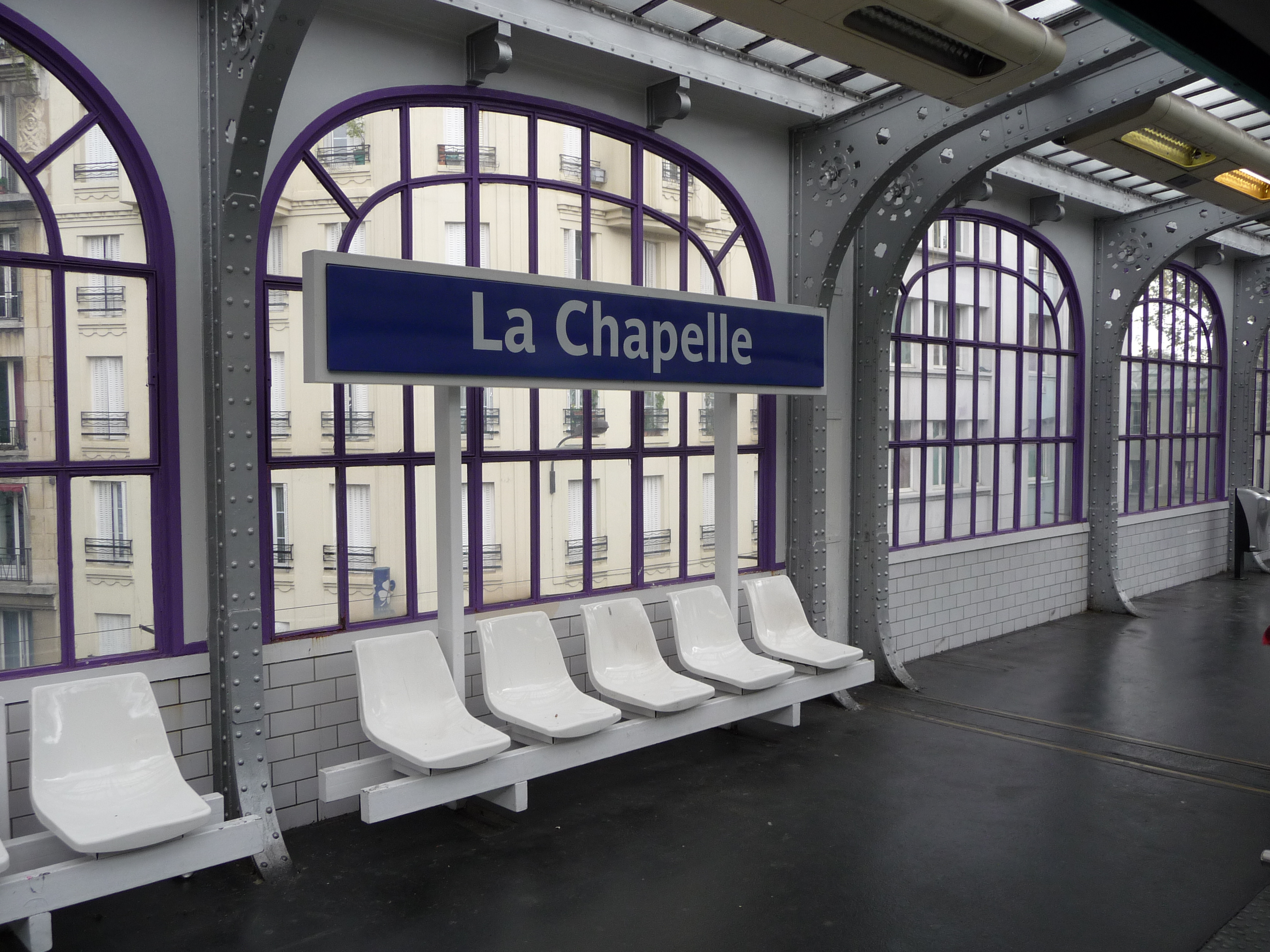
Вывеска с названием станции
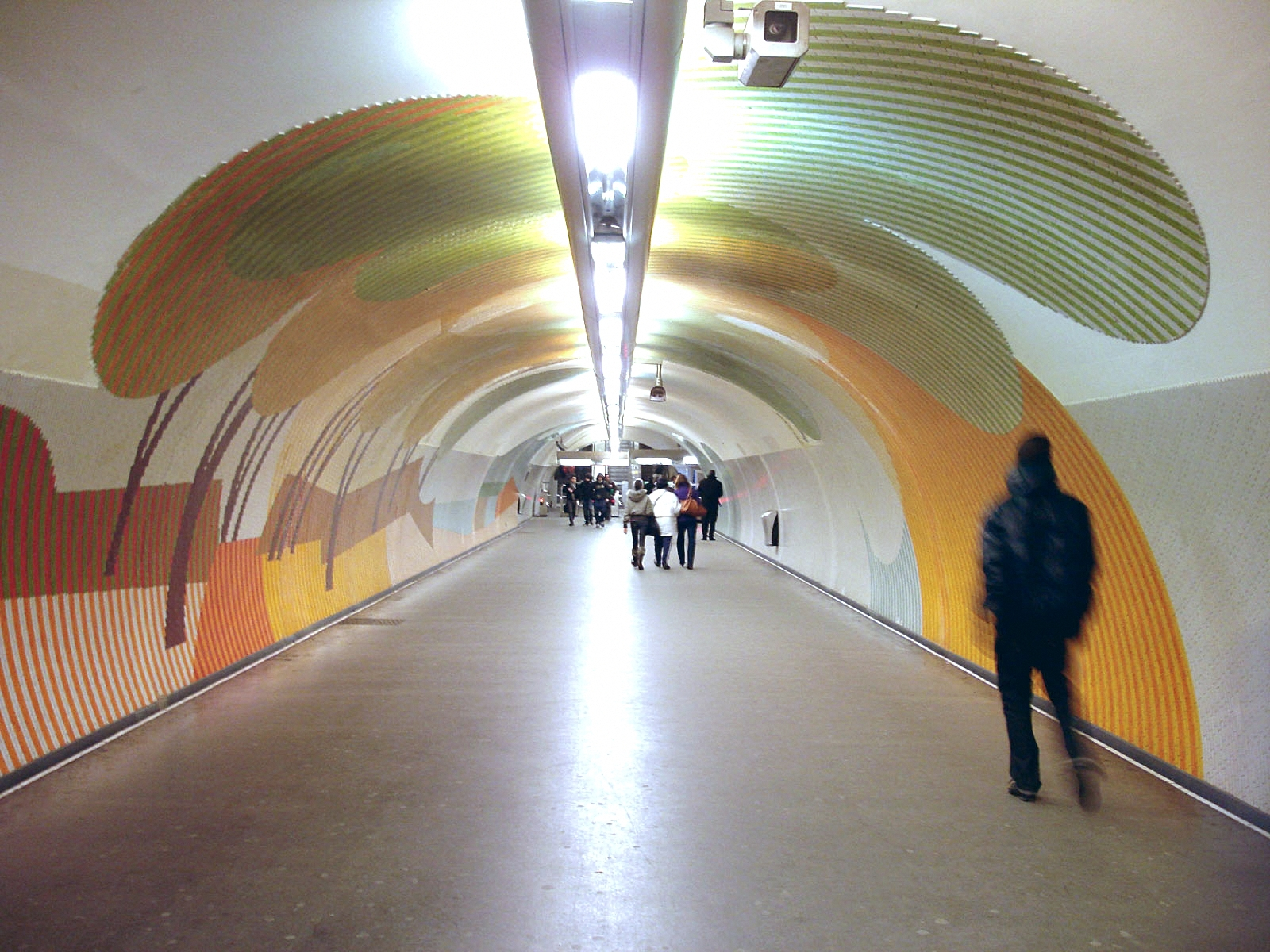
Переход на станцию RER Гар-дю-Нор и выход к Северному вокзалу